# 695
Năm 695 là một năm trong lịch Julius.